# 新愛徳丸
新愛徳丸（しんあいとくまる）は日本初の機主帆従方式を採用した省エネルギー帆装商船である。1980年9月10日に竣工した。

## 概要
1970年代に二度あったオイルショックを受け、石油消費を節約しようとJAMDA（日本舶用機器開発協会：現在は日本舶用工業会に統合）と日本鋼管が開発した自動操帆の硬質セイルをもちいて建造された、自然風力エネルギーを利用する省エネルギー帆装商船。建造は今村造船所で行なわれ、愛徳ケミカル・タンカーで内国航路のタンカーとして投入された。
3つ折りで畳帆される帆は展帆すると風速20m/sまで使用できた。前方40度以外から吹く風を自動制御の帆で受けることによりディーゼル動力の補助として用いると、10%程度の動力減で速度は20%程度多く稼ぐことが出来、船形の改良と合わせ50%近く燃料を節約できた。
また荒海での実験では同等の従来船舶に較べて直進性に優れ、横揺れは3割程度減少するなど冬の日本海では定時運航に優れ、揺れの少なさから乗組員にも好評であった。
しかし建造にかかる初期投資が大きく、載貨タンク下にバラストタンクを必要とするなど積荷量にも制限を受け、マストの高さから同サイズの従来船舶がくぐれる橋梁等が問題になるなど一般化することはなかった。
2023年5月、日本船舶海洋工学会による第7回のふね遺産第46号として選ばれた。